# Karl Johan Gustaf Andersson Dömle
Karl Johan Gustaf Andersson Dömle, född 14 oktober 1851 i Älvsbacka församling, Värmlands län, död 28 maj 1897 i Visby stadsförsamling, Gotlands län, var en svensk häradshövding.

## Biografi
Karl Johan Gustaf Andersson Dömle föddes 1851 i Älvsbacka församling. Han var son till brukspatronen Carl Elis Andersson. Andersson Dömle blev 11 september 1891 häradshövding i Gotlands norra domsaga. Han avled 1897 i Visby.